# Petracola angustisoma
Espèce
Petracola angustisoma est une espèce de sauriens de la famille des Gymnophthalmidae.

## Répartition
Cette espèce est endémique de la région d'Amazonas au Pérou.

## Publication originale
- Echevarría & Venegas, 2015 : A new elusive species of Petracola (Squamata: Gymnophthalmidae) from the Utcubamba basin in the Andes of northern Peru. Amphibian & Reptile Conservation, vol. 9, no 1, p. 26–33.